# 로버트 콜버트

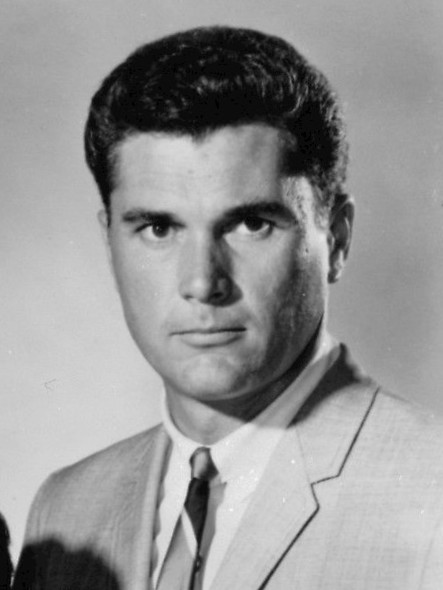

로버트 콜버트(Robert Colbert, 1931년 7월 26일 ~ )는 미국의 배우, 텔레비전 배우, 영화배우이다.
롱비치에서 태어났다.

## 방송
- 타임 터널

## 영화
- 반칙 게임 (1992년)
- 타임스케이프 (1992년)
- SOS 해상 구조대 (1989년)
- 아임 고너 깃 유 서카 (1988년)
- 달라스 (1978년)
- 불멸의 사자 (1976년)
- 더 영 앤 더 레스트리스 (1973년)
- 더 로이어 (1970년)
- 타임 터널 (1966년)
- 선셋 77번가 (1958년)
- 페리 메이슨 (1957년)
- 콜트45 (1957년)
- 매버릭 - TV 시리즈 (1957년)